# Furiant
Um furiant é uma dança boêmia rápida e ardente em tempos alternados de 2/4 e 3/4, com sotaques frequentemente cambiantes; ou, em "música de arte", em 3/4 de tempo "com sotaques fortes formando pares de batidas".
A forma estilizada da dança foi frequentemente usada por compositores tchecos como Antonín Dvořák na primeira e oitava danças de suas Danças Eslavas, Quinteto para Piano Op. 81 e 6ª Sinfonia; em sua Suíte Tcheca, quinto movimento; em seu Terzetto para Dois Violinos e Viola, terceiro movimento; e por Bedřich Smetana em A Noiva Vendida e em seu segundo volume para piano de danças tchecas (České tance 2), publicado em 1879 (Op. 21). Também foi usado por Brahms na seção central do segundo movimento de seu Sexteto nº 2 em Sol Maior.
O uso do furiant por compositores da Europa Central é muito parecido com o uso do dumka, uma dança que muitas vezes precede o furiant.